# 피터 하우스트라
피터 하우스트라 (1967년 1월 18일 ~ )는 네덜란드의 전 축구 선수이자 축구 감독이다.

## 통계
| 네덜란드 | 네덜란드 | 네덜란드 |
| 연도     | 출전     | 골       |
| -------- | -------- | -------- |
| 1988     | 1        | 0        |
| 1989     | 4        | 0        |
| 1990     | 0        | 0        |
| 1991     | 3        | 0        |
| 합계     | 8        | 0        |